# Diputació Provincial de Sevilla
La Diputació Provincial de Sevilla és una institució pública que presta serveis directes als ciutadans i dona suport tècnic, econòmic i tecnològic als ajuntaments dels 105 municipis de la província de Sevilla. A més, coordina alguns serveis municipals i organitza serveis de caràcter supramunicipal. Té la seu central a la ciutat de Sevilla. Integren la Diputació Provincial, com a òrgans de Govern d'aquesta, el President, els Vicepresidents, la Junta de Govern i el Ple. Va iniciar les seves funcions a la fi de 1813.
L'àmbit territorial de la Diputació de Sevilla aconsegueix el 16% del total de la superfície d'Andalusia, prestant servei al 74,7% del total de la població sevillana.

## Història
En 1812 es va aprovar la Constitució de Cadis que en el seu article 325 deia: 
| « | "A cada Província hi haurà Diputació, dita provincial, per a promoure la seva prosperitat" | » |

Però mai va arribar a posar-se en pràctica, ja que 1813 Ferran VII va pujar al tron i va derogar la constitució.
Després de projectes legislatius en 1813, 1820 i 1823, en 1833 el Reial decret de 30 de novembre estableix la divisió d'Espanya en províncies. Diverses constitucions i decrets aniran regulant la divisió d'Espanya en províncies durant el segle xix i en 1924 la dictadura de Primo de Rivera suprimeix les diputacions, encara que reapareixen en 1925 en la Llei de 20 de març anomenat Estatut de Calvo Sotelo, després de la qual cosa continuaran existint amb diversos règims legals.
En el transcurs de la Guerra Civil Espanyola, el president José Manuel Puelles de los Santos i diversos diputats provincials, integrants de la Comissió Gestora, van ser afusellats el 5 d'agost de 1936. El 5 de setembre es creen Comissions gestores de les diputacions provincials i en 1945 la Llei de Bases de Règim Local estableix que el governador civil seria el president de la diputació.
En 1978 la constitució democràtica les col·locarà com a òrgans administratius provincials per a la gestió dels interessos de les seves respectives províncies i es dona la possibilitat que l'Estat o la Comunitat Autònoma deleguin en ella algunes funcions.

## Presidents

Bandera de la Diputació Provincial.

- José Manuel Puelles de los Santos de 25 de febrer a 18 de juliol de 1936.
- Ramón de Carranza Gómez, 1946-1959.

L'actual president de la Diputació és Fernando Rodríguez Villalobos, Regidor de l'Ajuntament de Castilleja de la Costa.
Des de la recuperació de la democràcia a Espanya, han estat presidents de la Diputació Manuel del Valle Arévalo (1979/1983), Miguel Ángel Pino Menchén (1983/1995), Alfredo Sánchez Monteseirín (1995/1999) i Luis Pascual Navarrete Mora (1999/2004).